# Кузня (Мазовецьке воєводство)
Кузня (пол. Kuźnia) — село в Польщі, у гміні Ястшомб Шидловецького повіту Мазовецького воєводства.
Населення — 178 осіб (2011).
У 1975-1998 роках село належало до Радомського воєводства.

## Демографія
Демографічна структура станом на 31 березня 2011 року:
|          | Загалом | Допрацездатний вік | Працездатний вік | Постпрацездатний вік |
| -------- | ------- | ------------------ | ---------------- | -------------------- |
| Чоловіки | 86      | 22                 | 56               | 8                    |
| Жінки    | 92      | 22                 | 51               | 19                   |
| Разом    | 178     | 44                 | 107              | 27                   |